# C/2000 SV74 (LINEAR)
C/2000 SV74 (LINEAR) — одна з довгоперіодичних гіперболічних комет. Ця комета була відкрита 24 вересня 2000 року; вона мала 17.8m на час відкриття.